# Штайерт, Жан-Франсуа
Жан-Франсуа Штайерт (нем. Jean-François Steiert, фр. Jean-François Steiert) (род. 7 февраля 1961, Берн, кантон Берн, Швейцария) – швейцарский политик, член Социал-демократической партии Швейцарии, депутат Национального совета Швейцарии 47, 48, 49 и 50 созывов от кантона Фрибур. 

## Биография
Учился в начальной школе Марии Уорд во Фрибуре с 1967 по 1972 год, а затем перешёл в гимназию имени Святого Михаила в том же городе, где учился с математически-природоведческим уклоном с 1972 по 1978 год. Затем поступил во Фрибурский университет, где с 1978 по 1989 год изучал с большего историю Швейцарии. В меньшей степени занимался современной историей и коммуникативными исследованиями.
С 2002 года Штайерт был делегатом по межкантональным делам в управлении образования кантона Во. Стал известен швейцарской общественности благодаря своей профессиональной деятельности в Социал-демократической партии: в 1993–1998 годах – центральный секретарь по печати и информации, в 1998–2000 годах – генеральный секретарь партии и её парламентской группы в Федеральном собрании.
Был депутатом Государственного совета кантона Фрибур. С января 2002 по декабрь 2007 года был членом Большого совета Фрибура. После смерти Лилианы Чапиус в июне 2007 года Штайерт занял её кресло в Национальном совете Швейцарии. В Национальный совет переизбирался в 2007, 2011 и 2015 годах. 15 июля 2011 года взял шефство над Ильёй Василевичем, белорусским политзаключённым, участником Площади 2010. Подал в отставку с должности депутата Национального совета Швейцарии в начале 2017 года.
В ноябре 2016 года Штайерт был переизбран в Государственный совет кантона Фрибур во втором туре. На 2020 год был вице-президентом и директором по планированию, охране окружающей среды и строительству Государственного совета кантона Фрибур.